# Premio Scanno
Il Premio Scanno è un riconoscimento multidisciplinare organizzato e gestito dalla Fondazione Tanturri. Si svolge ogni anno a Scanno, in provincia dell'Aquila.

## Storia
Il premio è stato istituito nel 1972 per iniziativa del professor Riccardo Tanturri de Horatio, docente universitario di Lingua e Letteratura italiana, scrittore, poeta, intellettuale e giornalista.
Tanturri, nominato presidente della Azienda di Soggiorno e Turismo di Scanno, per promuoverne l'immagine decise di trasformare il piccolo centro abruzzese in un centro culturale e montano, dando vita alla prima edizione del Premio con tre sezioni: Narrativa, Poesia e Giornalismo.
Fin dalle sue origini il premio è interdisciplinare e, negli anni, ha moltiplicato le sue sezioni, che oggi comprendono l'economia, la medicina, l'ecologia, il diritto, la sociologia, l'alimentazione, la musica, l'antropologia culturale e le tradizioni popolari, includendo un riconoscimento a chi si è distinto per il proprio impegno civile.
Dopo la scomparsa di Tanturri, avvenuta alla vigilia della trentesima edizione, il premio è stato intitolato a lui. Mandredi Tanturri de Horatio, figlio del fondatore, porta tuttora avanti l'opera della Fondazione, assicurandone la continuità della tradizione morale, culturale, sociale e scientifica.

## Albo dei vincitori

### Letteratura
- 1975 - Susanna Agnelli
- 1976 - Dominique Fernandez
- 1977 - Roberto Vacca
- 1978 - Carlo Coccioli
- 1979 - Pier Maria Pasinetti e Léopold Sédar Senghor
- 1980 - Nino Casiglio e Konrad Lorenz
- 1981 - Anthony Burgess
- 1982 - Stefano Terra
- 1983 - Mario Soldati
- 1984 - Gian Luigi Piccioli
- 1985 - Michael Ende
- 1986 - Gesualdo Bufalino
- 1987 - Gregor von Rezzori
- 1988 - Saul Bellow
- 1989 - Mario Vargas Llosa
- 1990 - Giovanni Macchia
- 1991 - John Updike
- 1992 - Jean d'Ormesson
- 1993 - Banana Yoshimoto
- 1994 - Antonio Tabucchi
- 1995 - Kazuo Ishiguro
- 1996 - Osvaldo Soriano
- 1997 - Manuel Vázquez Montalbán
- 1998 - José Saramago
- 1999 - Gore Vidal
- 2000 - Colleen McCullough e Enzo Bettiza
- 2001 - Roberto Pazzi
- 2002 - David Grossman
- 2003 - Folco Quilici
- 2004 - Luca Doninelli
- 2005 - Harold Bloom
- 2006 - Carlo Sgorlon
- 2007 - Franco Cardini
- 2008 - Alberto Bevilacqua
- 2009 - Melania Gaia Mazzucco
- 2010 - Valerio Massimo Manfredi
- 2011 - Dominique Lapierre
- 2012 - Alberto Arbasino
- 2013 - non assegnato[2]
- 2014 - Marcelo Figueras
- 2015 - Chitra Banerjee Divakaruni
- 2016 - Peter Handke
- 2017 - Edna O'Brien

### Diritto
- 1980 - Arturo Carlo Jemolo
- 1981 - Norberto Bobbio
- 1982 - Gino Gorla
- 1983 - Riccardo Orestano e Massimo Severo Giannini
- 1984 - Aldo Mazzini Sandulli e Cesare Massimo Bianca
- 1985 - Cesare Pedrazzi e Gian Guido Scalfi
- 1986 - Pietro Rescigno
- 1987 - Giuseppe Guarino
- 1988 - Bruno Paradisi
- 1989 - Giuliano Vassalli
- 1990 - Gian Domenico Pisapia
- 1991 - Francesco Capotorti
- 1992 - Angelo Falzea
- 1993 - Antonio Tizzano
- 1994 - Franco Casavola
- 1995 - Paolo Grossi
- 1996 - Alberto Pedrieri
- 1997 - Nicolò Lipari
- 1998 - Livio Paladin
- 1999 - Giorgio Oppo
- 2000 - Nicola Picardi
- 2001 - Gaetano Arangio-Ruiz
- 2002 - Giovanni Conso
- 2003 - Franco Gaetano Scoca
- 2004 - Federico Sorrentino
- 2005 - Francesco Mercadante
- 2006 - Francesco Donato Busnelli
- 2007 - Giorgio Marinucci
- 2008 - Pietro Giuseppe Grasso
- 2009 - Luciano Russi (premio alla memoria)
- 2010 - Natalino Irti
- 2011 - Mario Caravale
- 2012 - Gabriele Pescatore
- 2014 - Giuseppe Benedetto Portale
- 2015 - Paola Severino
- 2016 - Enzo Cheli
- 2017 - Pietro Perlingieri

### Economia
- 1987 - Carlo Pace
- 1988 - Giacomo Becattini
- 1989 - John Kenneth Galbraith
- 1990 - Paul Samuelson
- 1991 - Franco Spinelli e Michele Fratianni
- 1992 - Francesco Forte
- 1996 - Dominick Salvatore e Franco Romani
- 1997 - Franco Modigliani
- 1998 - Mario Draghi
- 1999 - Antonio Fazio
- 2000 - Stefano Balsamo
- 2001 - Mario Arcelli
- 2002 - Tommaso Padoa-Schioppa
- 2003 - Mario Sarcinelli
- 2004 - Innocenzo Cipolletta
- 2005 - Rainer Masera
- 2006 - Giuseppe Tesauro
- 2007 - Antonio Marzano
- 2008 - Lamberto Cardia
- 2009 - Paolo Savona
- 2010 - Enzo Giustino
- 2011 - Alberto Quadrio Curzio
- 2012 - Luigi Giampaolino
- 2014 - Andrea Monorchio
- 2015 - Fabrizio Saccomanni
- 2016 - Piero Barucci
- 2017 - Fulco Pratesi

### Sociologia
- 1997 - Luciano Gallino
- 2000 - Franco Ferrarotti
- 2001 - Sabino Acquaviva
- 2002 - Vincenzo Cesareo
- 2003 - Antonio De Lillo
- 2004 - Gilberto Marselli
- 2005 - Ilvo Diamanti
- 2006 - Laura Balbo
- 2007 - Franco Rositi
- 2008 - Giovanni Bechelloni
- 2009 - Alberto Izzo
- 2010 - Pier Paolo Giglioli
- 2012 - Edgar Morin
- 2014 - Enrica Amaturo
- 2015 - Pina Lalli
- 2016 - Francesco Cassano
- 2017 - Marcello Fedele

### Antropologia culturale e tradizioni popolari
- 1991 - Marco Notarmuzi
- 1992 - Pietro Civitareale
- 1993 - Alessandro Dommarco
- 1994 - Cosimo Savastano
- 1995 - Luigi Lombardi Satriani
- 1996 - Macrina Marilena Maffei
- 1997 - Mauro Geraci
- 1998 - Antonello Ricci e Roberta Tucci
- 1999 - Adriana Gandolfi
- 2000 - Raffaello Mazzacane e Vito Moretti
- 2001 - Achille Serra
- 2002 - Alessandra Gasparroni
- 2003 - Francesco Faeta
- 2004 - Gabriella Marucci e Marino Niola
- 2005 - Laura Faranda
- 2006 - Gianfranca Ranisio
- 2007 - Carlo Grimaldi
- 2008 - Maria Margherita Satta
- 2009 - Letizia Bindi
- 2010 - Emilia De Simoni
- 2011 - Elisabetta Silvestrini
- 2014 - Fiorella Giacalone
- 2015 - Katia Ballacchino
- 2016 - Enzo Vinicio Alliegro
- 2017 - Giovanna Sotgiu

### Medicina
- 1988 - Alessandro Beretta Anguissola
- 1989 - Gastone Lambertini
- 1990 - Robert Gallo
- 1991 - Carlo Rizzoli
- 1992 - Carlo Croce
- 1993 - Giuseppe Pezzuoli
- 1997 - Virginia Li Volsi
- 1998 - Mario Condorelli
- 1999 - Luc Montagnier
- 2000 - Franco Mandelli
- 2001 - Pier Mannuccio Mannucci
- 2002 - Francesco Antonio Manzoli
- 2003 - Girolamo Sirchia
- 2004 - Giorgio Di Matteo
- 2005 - Aldo Pinchera
- 2006 - Chiara Castellani
- 2007 - Luciano Martini
- 2008 - Enrico Garaci
- 2009 - Lorenzo Cini e tutti gli studenti dell'Università degli Studi dell'Aquila deceduti nel sisma del 6 aprile 2009
- 2011 - Giuseppe Novelli
- 2012 - Pier Paolo Pandolfi
- 2014 - Domenico Marrano

### Alimentazione
- 1998 - Cirio
- 1999 - Carlo Lerici
- 2000 - Giacomo Santoleri
- 2001 - Edoardo Valentini
- 2002 - Organizzazione delle Nazioni Unite per l'Alimentazione e l'Agricoltura
- 2003 - Gianni Masciarelli
- 2004 - Giovanni Lercker
- 2005 - Giovanni Ballarini
- 2006 - Francesco Amadori
- 2007 - Andrea Segrè
- 2008 - Francesco Salamini
- 2009 - Carlo Cannella
- 2012 - Oscar Farinetti
- 2014 - Roberto Moncalvo

### Ecologia
- 1980 - Giovanni Marcora
- 1981 - Antonio Cederna
- 1982 - Aurelio Peccei
- 1983 - Gianfranco Amendola
- 1984 - Egidio Cavazzi
- 1985 - Amedeo Postiglione
- 1986 - Alfonso Alessandrini
- 1987 - John Vaughn
- 1988 - Giuseppe Montalenti
- 1989 - Angelo Pansa
- 1990 - Stanislao Nievo
- 1991 - Romano Prodi
- 1994 - Giovanni Bollea
- 1995 - Ermanno Olmi
- 1997 - Alessandro Cecchi Paone
- 1998 - Edo Ronchi
- 1999 - Rosalba Giugni
- 2000 - Comando Carabinieri per la Tutela dell'Ambiente Nucleo Operativo Ecologico Carabinieri
- 2001 - Italia Nostra
- 2003 - Giuseppe Rossi
- 2004 - Milena Gabanelli
- 2005 - Paolo Dell'Anno
- 2007 - Jeremy Rifkin
- 2008 - Vandana Shiva
- 2010 - Angelo Pansa
- 2011 - Vittorio Emiliani
- 2012 - Desideria Pasolini dall'Onda
- 2014 - Antonio Ricci

### Musica
- 2003 - Roman Vlad
- 2004 - Fabio Biondi
- 2005 - Germano Mazzocchetti
- 2006 - Giovanna Marini
- 2007 - Umberto Clerici
- 2008 - Marco Rogliano
- 2009 - Francesco Zimei
- 2010 - Vittorio Antonellini
- 2011 - Quartetto di Sassofoni Accademia (componenti: Giuseppe Berardini, Gaetano Di Bacco, Enzo Filippetti e Fabrizio Paoletti)
- 2012 - Michele Campanella
- 2014 - Nicola Sani

### Musica premio speciale
- 2012 - Vittorio Testa

### Valori
- 2006 - Save the Children
- 2007 - Medici Senza Frontiere
- 2008 - Gianni Letta
- 2009 - Andrea Riccardi
- 2010 - Giuseppe Trieste
- 2012 - Accademia Nazionale dei Lincei
- 2014 - Andrea Iacomini

### Narrativa
- 1974 - Tiziano Sclavi
- 1975 - Claudio Angelini e Giuseppe Scapucci
- 1976 - Guido Morselli e Nino Casiglio
- 1977 - Luciano De Crescenzo e Antonio Debenedetti
- 1978 - Paola Faccioli
- 1979 - Franco Mimmi e Salvatore Satta
- 1980 - Ennio De Concini
- 1981 - Renato Besana e Marcello Staglieno
- 1983 - Glauco Ferrante
- 1986 - Fernanda Pivano
- 1987 - Cinzia Tani
- 1989 - Renzo Laurenzi
- 1991 - Ruggero Marino
- 1992 - Fabio Massimo Rocchi
- 1993 - Dacia Maraini e Enrico Luigi Micheli
- 1995 - Pier Vittorio Buffa
- 1996 - Ennio Cavalli e Maria Rita Parsi
- 1997 - Alfredo Cattabiani
- 1998 - Raffaele Nigro
- 1999 - Alvise Zorzi
- 2000 - Enzo Bettiza
- 2005 - Nicola Lagioia e Giovanni D'Alessandro

### Giornalismo
- 1973 - Leonardo Cuoco
- 1974 - Giuseppe Gironda
- 1975 - Claudio Marabini
- 1976 - Roberto De Sio, Achille Di Giacomo e Ferdinando Virdia
- 1977 - Mario Stefanile
- 1978 - Piero Bianucci, Alfredo Cattabiani, Antonio Spinosa e Mario Pancera
- 1979 - Gian Paolo Cresci e Melo Cresci
- 1980 - Elio Filippo Accrocca, Francesco Escoffier
- 1981 - Ruggero Marino
- 1982 - Federico Orlando e Mario Pinzauti
- 1983 - Giancarlo Del Re
- 1984 - Beniamino Placido
- 1985 - Luca Di Schiena e Giancarlo Partegato
- 1986 - Claudio Rinaldi e Salvatore Signorelli
- 1987 - Massimo Fichera e Pietro Trivelli
- 1988 - Carlo Laurenzi (scrittore) e Carlo Sartori
- 1989 - Gaspare Barbiellini Amidei, Giuseppe Caravita, Luigi Saitta e Sergio Zavoli
- 1990 - Nuccio Fava, Saverio Vertone e Giorgio Cingoli
- 1992 - Sabatino Moscati
- 1995 - Maurizio Beretta e Giovanni Rizza
- 1996 - Ferdinando Adornato, Clemente Mimun e Giuseppe Sicari
- 1997 - Vittorio Zambardino e Lorenza Foschini
- 1998 - Enrico Mentana
- 2000 - Paolo Graldi
- 2001 - Oggi

### Poesia
- 1974 - Elena Clementelli
- 1976 - Margherita Guidacci
- 1981 - Roberto Sanesi
- 1982 - Alberto Sala
- 1984 - Luigi Campanelli
- 1992 - Pietro Civitareale

### Poesia premio speciale
- 2011 - Plinio Perilli
- 2014 - Luigi Monaco

### Innovazione tecnologica
- 1985 - Exhibit dell'IBM
- 1986 - Sirix - Intervitrum, Pasquali-Macchine Agricole e Arturo Falaschi
- 1990 - Guido Paderni, Ubaldo Montaguti e Daniela Cellin
- 1991 - Carlo Rizzuto ed Emilio Olzi
- 1992 - IRIS-Istituto Ricerche, Immunobiologiche Siena e Arturo Falaschi
- 1993 - Luigi Broglio
- 1994 - Gruppo APE
- 1995 - Nicola Giordano
- 1996 - Glauco Tocchini Valentini
- 1997 - Luciano Caglioti
- 1998 - Carlo Rubbia
- 1999 - Ignazio Crivelli Visconti e Luigi Nicolais
- 2000 - Viasat
- 2001 - Pirelli-Progetto MIRS
- 2002 - Sergio Vetrella
- 2003 - Francesco Jovane
- 2004 - Ferrari
- 2005 - Finmeccanica

### Informatica
- 1992 - Luciano Gallino e Susanna Petruni
- 1993 - Sergio Mello Grand e Chiara Sottocorona
- 1994 - Il Sole 24 Ore e Stefania Garassini
- 1995 - Francesco Di Martile e Lilly Jetto
- 1996 - Maria Grazia Longoni
- 2001 - Walter Cantino

### Relazioni industriali
- 1980 - Walter Tobagi e Riccardo Chiaberge
- 1981 - Dario Salerni
- 1982 - Sergio Turone, Aris Accornero, Uliano Lucas e Giulio Sapelli
- 1983 - Francesco Liso, Gian Primo Cella e Tiziano Treu
- 1984 - Francesco Santoni e Vincenzo Saba
- 1985 - Mario Rusciano, Lorenzo Bordogna e Giancarlo Provasi
- 1986 - Gaetano Vardaro
- 1987 - Ezio Tarantelli e Bruno Veneziani
- 1988 - Bruno Bottiglieri
- 1989 - Duccio Bigazzi e Alessandro Garilli
- 1990 - Paolo Sylos Labini e Roberto Pessi
- 1991 - Giovanni Costa e Renato Scognamiglio
- 1992 - Maria Luisa Paronetto Valier e Lorenzo Zoppoli
- 1993 - Aris Accornero e Fausta Guarriello
- 1994 - Lorenzo Gaeta e Salvatore Garbellano
- 1995 - Renato Brunetta e Giampiero Proia
- 1996 - Guido Baglioni e Umberto Romagnoli
- 1997 - Pietro Ichino

### Editoria
- 1981 - Alberto Rusconi
- 1986 - Elvira Sellerio e Vanni Scheiwiller

### Arti figurative
- 1984 - Remo Brindisi
- 1994 - Enzo Cucchi
- 1998 - Mario Russo

### Cinema
- 1980 - Mario Monicelli
- 1981 - Michelangelo Antonioni

### Teatro
- 1980 - Giuseppe Patroni Griffi
- 1981 - Salvo Randone
- 2001 - Pasquale Squitieri

### Fotografia
- 1981 - Gianni Berengo Gardin
- 1982 - Mario Cresci
- 1985 - Mario Dondero

### Diritti civili
- 1987 - Franca Sciuto e Antonio Patelli
- 1988 - Moncef Marzouki
- 1997 - Vittorio Sgarbi

### Artigianato locale e poesia dialettale
- 1987 - Edoardo Gentile e Antonietta Gentile
- 1988 - Giulia Del Monaco e Mauro Facella
- 1989 - Art Idea e Celerina Spacone
- 1990 - Cesidio Lucci e Maria Grazia Colantonio
- 1991 - Luisa D'Alessandro e Amedeo Fusco

### Diritto opera prima e speciale
- 1995 - Giovanni Passagnoli
- 1996 - Raffaele Bifulco
- 1997 - Giovanna Mancini
- 1998 - Alessandra Giannelli e Alvaro Pollice
- 1999 - Francesco Schiaffo
- 2000 - Anna Veneziano
- 2001 - Mario Fiorillo

### Un libro per il cinema
- 1975 - Gino Maggiora e Franca Monari

### Contributo alla cultura
- 1996 - Nicola Trussardi

### Critica d'arte internazionale
- 1996 - Achille Bonito Oliva

### Sanità
- 2002 - Raffaele Garofalo

### Premio speciale alla carriera
- 2002 - Michele Placido

### Rispetto dei Diritti Umani
- 2002 - Aldo Forbice

### Arte e Architettura
- 2003 - Bruno Toscano

### Saggistica
- 2003 - Gerardo Picardo

### Linguaggio
- 2003 - Franco Matteucci

### Premio speciale
- 2010 - Al giornalista Giustino Parisse, per i due volumi "Quant'era bella la mia Onna" e "Il secondo terremoto", raccolte di articoli sui fatti legati al sisma che ha distrutto l'aquilano nel 2009.
- 2012 - Al Comitato Italiano World Food Programme per la capacità di sensibilizzare le istituzioni, la sfera economica e società civile sui programmi di assistenza alimentare nei Paesi in via di sviluppo.
- 2014 - Al romanzo Ho vissuto troppe vite di Simonetta Benigni, menzione d'onore per la "paziente indagine delle fonti reali, altrimenti destinate a perdersi, coniugate a una puntuale e precisa analisi delle testimonianze" su Scanno.
- 2015 - Kamal Abdulla[3][4]

Il premio è stato, inoltre, assegnato: nel 2007, a Nerio Nesi e nel 2006, ad Antonio Cocozza per la miglior analisi sociologica sul concetto di razionalità dell'agire umano e organizzativo.
Infine, nel 2004, a Maurizio Scelli per il coraggio, l'abnegazione e la solidarietà nel portare aiuti alla popolazione irachena e a Fee Italia per l'opera svolta nella valorizzazione del territorio abruzzese;
nel 2005, a Lucia Granati per l'alto impegno sociale nella sanità e a Enrico Auricchio per l'impulso dato alla tradizione musicale partenopea;
nel 2008 a Harry Wu, dissidente cinese, per il suo libro Controrivoluzionario, a Itala Gualtieri e Diana Cianchetta per il loro libro Leggende del lago di Scanno ed a Rosario Sorrentino e Cinzia Tani per il libro Panico;
nel 2009 a Ferdinando Di Orio, rettore dell'Università degli Studi dell'Aquila, ed al Corpo Nazionale dei Vigili del Fuoco per essersi "fin dai primi momenti del terremoto, prodigati instancabilmente, al limite del sacrificio personale [...] al punto da diventare nell'immaginario, pur sofferente, delle popolazioni colpite, i nostri angeli".